# Radiomonument
Het radiomonument is een beeld in Eindhoven uit 1936 ontworpen door Dirk Roosenburg samen met beeldhouwer Albert Termote. 
Het beeld is een herinnering aan de eerste radioverbinding PCJJ die op 11 maart 1927 door Philips tot stand werd gebracht tussen Nederland en Nederlands-Indië. De radio-uitzending wordt gesymboliseerd door een roepende vrouw die zich met grote snelheid horizontaal lijkt los te maken van een aardbol. Een hand houdt ze voor zich als een trompet voor haar geopende mond. Het beeld is 5 meter lang en bevindt zich 5 meter boven een hartvormige vijver in het Stadswandelpark. 
Het beeld is tot stand gekomen na een prijsvraag van de Eindhovense Rooms-Katholieke radiovereniging voor een radio-monument. Het leverde 55 inzendingen op. Het beeld Semper Tangens (Steeds Rakend) werd door de jury in 1930 uitgeroepen als winnaar, er werd geen tweede en derde prijs toegekend. De ontwerpen waren in november 1933 te bezichtigen. De oorspronkelijke naakte vrouw werd werd om zedelijkheidsoverwegingen aangepast en voorzien van een lendendoek. Het beeld is op 28 november 1936 onthuld door prinses Juliana. Op dezelfde dag is door prins Bernhard de eerste steen gelegd voor het nabijgelegen Dr. A.F. Philips Observatorium. Het beeld is in 2001 opgenomen in het register van rijksmonumenten.

## Tekst
Op de achterzijde van het kunstwerk is te lezen: Ter herinnering aan het feit dat vanuit deze gemeente =dank zij het vernuft van het Philipslaboratorium= de eerste radiophonische verbinding is tot stand gebracht tusschen het moederland en Ned. Oost-Indie. De burgerij van Eindhoven.
Op het zijpaneel rechts: Eerste verbinding met Indie 11 maart 1927. Eerste gesprek van H.M. Koningin Wilhelmina met Indie 1 juni 1927.
Op het zijpaneel links: Onthuld 28 nov 1936 door H.K.H. Prinses Juliana.

## Foto’s

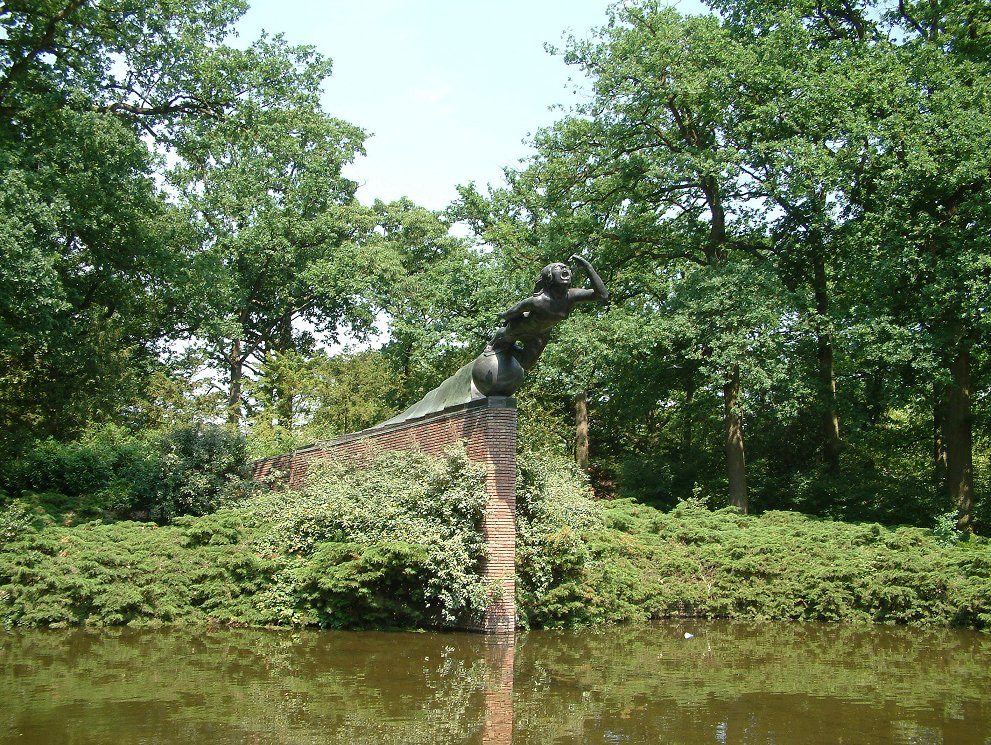
Situering aan de rand van de vijver